# Британско војно гробље у Београду
Британско војно гробље (Гробље Комонвелта) у Београду се налази у склопу Новог гробља. На њему је сахрањено 483 војника из земаља Комонвелта (највише британских и канадских), који су изгубили животе у току Првог и Другог светског рата на простору Југославије.

## Историјат
Британско војно гробље је изграђено 1947. године у оквиру Новог гробља у Београду, поред Италијанског војног гробља.
Главни улаз на гробље се налази из Улице Светог Николе.

## Сахрањени
На Британском војном гробљу је сахрањено 77 војника и 56 морнара који су изгубили животе на југословенском простору у Другом светском рату, као и 348 ваздухопловних официра који су оборени изнад територије Југославије, углавном током 1944. године.
Ту су сахрањена и два британска војника која су изгубила животе у Ријеци, фебруара 1919. године за време формалног трајања Првог светског рата.
На овом гробљу је укупно сахрањено 483 војника.